# Aeba
Aeba war eine deutsche Black-Metal-Band aus Kiel.

## Geschichte
Die Band wurde 1992 von Isegrim und Schattensturm unter dem Namen Eternal Suffer gegründet, zwei Jahre später folgte die Umbenennung in Aeba. Der Name Aeba ist eine Zusammensetzung der Anfangsbuchstaben der Erzdämonen Astaroth, Eurynome, Bael und Amducias.
Nach der Veröffentlichung von Flammenmanifest pausierte Aeba für einige Zeit, um „Ideen zu sammeln und um später weiteres Material zu komponieren“. Nach einiger Zeit kam es wieder zu Proben und später auch wieder zu Konzerten. Nach Problemen und Streitigkeiten mit Schlagzeuger Nidhögg trennte die Band sich von diesem. Da Aeba Schwierigkeiten hatte, einen neuen Schlagzeuger zu finden, fing die Band an, mit einem Drumcomputer zu arbeiten und spielte, da sie keinen Ersatz fand, mit diesem letztlich „trotz einiger Bedenken“ das Album Rebellion – Edens Asche ein. Nach den Aufnahmen und einem ersten Auftritt mit Drumcomputer nahm die Band Infernal Desaster als Schlagzeuger auf.
Aeba konnte für sich in Anspruch nehmen, als eine der ersten ausländischen Black-Metal-Bands in Israel gespielt zu haben.

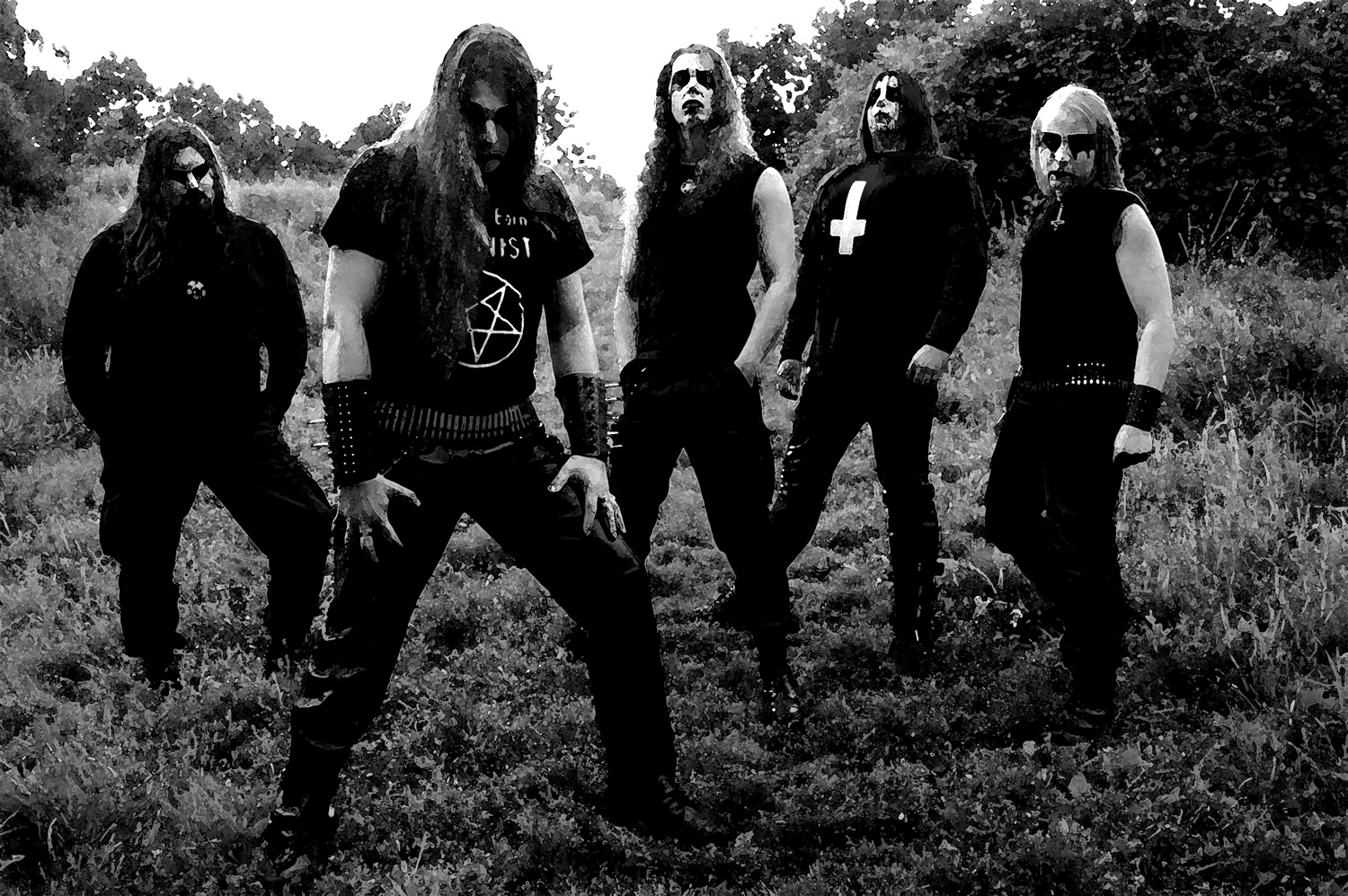
Aeba 2008

2011 stellte die Band ihre ersten drei Alben und ihre Demoaufnahme zum kostenlosen Herunterladen zur Verfügung und veröffentlichte 2012 das Album Nemesis.
Am 16. September 2013 verkündete die Band auf ihrer Netzpräsenz, dass sie nach ihrem letzten Auftritt, der am 7. September des Jahres auf dem Rock-for-Roots-Festival in Nauen stattfand, aufgehört habe, zu existieren. Dennoch spielte die Band April 2016 auf dem Ragnarök-Festival in Lichtenfels wieder.

## Stil und Ideologie
In der Anfangszeit wurde Aeba unter anderem durch die ersten Alben von Samael, Acheron, Morbid Angel und Darkthrone beeinflusst, danach hatten die Musiker laut Isegrim „nur vereinzelt unbewusste musikalische Einflüsse“. Die Band setzte zur Erzeugung oder Unterstützung melancholischer oder düsterer Passagen ein Keyboard ein; es hätte ihrer Musik „einfach die Atmosphäre, ohne die alles nur halb so gut klingen würde“, gegeben; Vorwürfe, die Band würde ihre Lieder „mit Keyboardklängen ‚zukleistern‘“, interessierten Aeba nach eigener Aussage nicht.
Die Texte der Band stehen zum Großteil in satanischem Kontext, auf klischeehafte Provokation verzichtete Aeba zu Gunsten einer philosophisch-individualistischen Lyrik. Isegrim bezeichnet sich als Satanisten, spricht sich jedoch gleichzeitig gegen Religion und die Verehrung übernatürlicher Gottheiten aus; seine Lebensphilosophie liege „jenseits der Vorstellung der Menschen“, welche den Begriff Satanismus meist aus „einer billigen und einseitigen Sicht kommentieren“. Er spricht sich auch gegen eine Verbindung von Aeba und politischen Inhalten aus; diese seien im Black Metal „völlig unangebracht und fehl am Platze“, und Nationalsozialismus habe nichts mit Black Metal zu tun. Auch Infernal Desaster betonte, er „boykottiere […] weitesgehend [sic!] NSBM Bands“.

## Diskografie
- 1995: The Rising (Demo)
- 1997: Im Schattenreich
- 1999: Flammenmanifest
- 2001: Rebellion – Edens Asche
- 2004: Shemhamforash – Des Hasses Antlitz
- 2008: Kodex V
- 2012: Nemesis, Decay of God’s Grandeur